# Eclectic
Eclectic – demo holenderskiej grupy Ulysses wydane w 2001 r. Materiał nagrano i zmiksowano w ciągu dwóch dni. Na okładkę wykorzystano fragment obrazu holenderskiego malarza surrealistycznego – Hansa Kantersa.

## Spis utworów
1. Hero for one day (6:23)
2. Disbeliever (6:39)
3. Watching over you (3:45)
4. Digital dimension (8:03)
5. Once in a lifetime (7:20)

## Muzycy
- Raymond Jansen – śpiew
- Ronald Eduardo Arie Mozer – instrumenty klawiszowe
- René Shippers – bas
- Sylvester Vogelenzang De Jong – gitary
- René Van Haaren – instrumenty perkusyjne